# Maitreyi Ramakrishnan
Maitreyi Ramakrishnan (Mississauga, 2001. december 28. –) tamil származású kanadai színésznő. 
A Netflix Én még sosem... című sorozatában (2020) alakított főszerepéről ismert.

## Fiatalkora és tanulmányai
Az ontariói Mississaugában született és nőtt fel. Tamil származású, családja a polgárháború miatt Sri Lankáról menekültként Kanadába emigrált.
A 10. osztályban kezdett el színészkedni iskolai színdarabokban, majd a Meadowvale középiskolában érettségizett. A Meadowvale-i utolsó évében döntött a színészi karrier mellett. Kevesebb, mint egy év múlva megkapta az Én még sosem... című televíziós sorozat főszerepét. Elhalasztotta felvételét a torontói York Egyetem színházi programjára, amelyet eredetileg a középiskola elvégzése utáni őszre tervezett, így részt vehetett a sorozat Los Angeles-i forgatásán. 2021-ben másodszor is elhalasztotta felvételét, miközben színészi tanulmányait emberi jogi és méltányossági tanulmányokra váltotta.

## Pályafutása
Ramakrishnan alakítja a főszereplő Devi Vishwakumart a Netflix Én sosem... című sorozatában. 2019-ben Mindy Kaling választotta ki a 15 ezer jelölt közül, akik nyílt szereplési felhívásra jelentkeztek a sorozatba. Ramakrishnan egy helyi könyvtárban készítette el a meghallgatási szalagját, édesanyja kamerájával. Később további négy videó elküldésére kérték fel, mielőtt Los Angelesben elvégezték a képernyőtesztet, és felajánlották neki a szerepet. Ramakrishnan 17 éves volt a szereposztáskor, korábban még nem volt munkája vagy állása. Ezután Ramakrishnan jelentős médiafigyelmet kapott, különösen Kanadában, mind a nyílt szereplési felhívás jellege, mind pedig tamil–kanadai identitása miatt.
2019-ben a Today a tizennyolc fős „Úttörők” közé sorolta: ez azon fiatal nők a listája, akik lebontották az akadályokat és megváltoztatták a világot. A műsorban nyújtott teljesítménye pozitív kritikákat kapott a Variety szerint "áttörő teljesítményt" nyújtott.
2020-ban ő narrálta a 8. Kanadai Screen Awards gyermekprogram részét.
2021-ben a Time 100's Most Influential people kiadásában kiemelkedő színésznek választották.
2021. június 2-án bejelentették, hogy a Netflix The Netherfield Girls című romantikus vígjátékában fog szerepelni.

## Filmográfia

### Film
| Év   | Magyar cím                     | Eredeti cím       | Szerep                       | Magyar hang    |
| ---- | ------------------------------ | ----------------- | ---------------------------- | -------------- |
| 2022 | Pirula Panda                   | Turning Red       | Priya Mangal (hangja)        | Ruszkai Szonja |
| 2025 |                                | Slanted           | Brindha                      |                |
| 2025 | A csillagokon túl              | Lost in Starlight | Joo Nan-Young (angol hangja) | Staub Viktória |
| 2025 | Már megint nem férek a bőrödbe | Freakier Friday   | Brindha                      | Ruszkai Szonja |

### Televízió
| Év        | Magyar cím                              | Eredeti cím                          | Szerep              | Megjegyzések                                    |
| --------- | --------------------------------------- | ------------------------------------ | ------------------- | ----------------------------------------------- |
| 2020–2023 | Én még sohasem...                       | Never Have I Ever                    | Devi Vishwakumar    | - főszereplő - magyar hangja: - Podlovics Laura |
| 2022–2024 | My Little Pony: Meséld el a történeted  | My Little Pony: Tell Your Tale       | Zipp Storm (hangja) | főszereplő                                      |
| 2022      |                                         | My Little Pony: Make Your Mark       | Zipp Storm (hangja) | különkiadás                                     |
| 2022      |                                         | My Little Pony: Winter Wishday       | Zipp Storm (hangja) | különkiadás                                     |
| 2022–2023 | My Little Pony: Hagyj nyomot magad után | My Little Pony: Make Your Mark       | Zipp Storm (hangja) | - főszereplő - magyar hangja: - Gáspár Kata     |
| 2023      |                                         | My Little Pony: Bridlewoodstock      | Zipp Storm (hangja) | különkiadás                                     |
| 2023      | Hormonokkal túlfűtve                    | Big Mouth                            | Marissa (hangja)    | 1 epizód                                        |
| 2023      |                                         | My Little Pony: Secrets of Starlight | Zipp Storm (hangja) | különkiadás                                     |

## Díjak és jelölések
| Év   | Díj                      | Kategória                                        | Jelölés         | Eredmény | Ref.   |
| ---- | ------------------------ | ------------------------------------------------ | --------------- | -------- | ------ |
| 2021 | Independent Spirit Award | Best Female Performance in a New Scripted Series | Én még sosem... | jelölve  | [ 27 ] |
| 2021 | Kanadai Screen Awards    | Cogeco Fund Audience Choice Award                | Én még sosem... | jelölve  | [ 28 ] |
| 2021 | MTV Movie & TV Awards    | Legjobb csók(Jaren Lewisonnal)                   | Én még sosem... | jelölve  | [ 29 ] |

## Fordítás
Ez a szócikk részben vagy egészben  a   Maitreyi Ramakrishnan című angol Wikipédia-szócikk ezen változatának fordításán alapul.  Az eredeti cikk szerkesztőit annak laptörténete sorolja fel. Ez a jelzés csupán a megfogalmazás eredetét és a szerzői jogokat jelzi, nem szolgál a cikkben szereplő információk forrásmegjelöléseként.